# Gare de Boussu
Ne doit pas être confondu avec gare de Boussu-en-Fagne.
La gare de Boussu est une gare ferroviaire belge de la ligne 97, de Mons à Quiévrain (frontière), située sur le territoire de la commune de Boussu dans la province de Hainaut en région wallonne.
Elle est mise en service en 1842 par l'administration des chemins de fer de l'État belge. C'est une halte voyageurs de la Société nationale des chemins de fer belges (SNCB) desservie par des trains InterCity (IC), Omnibus (L) et Heure de pointe (P).

## Situation ferroviaire
Établie à 29 mètres d'altitude, la gare de Boussu est située au point kilométrique (PK) 10,900 de la ligne 97, de Mons à Quiévrain (frontière), entre les gares de Saint-Ghislain et de Hainin.

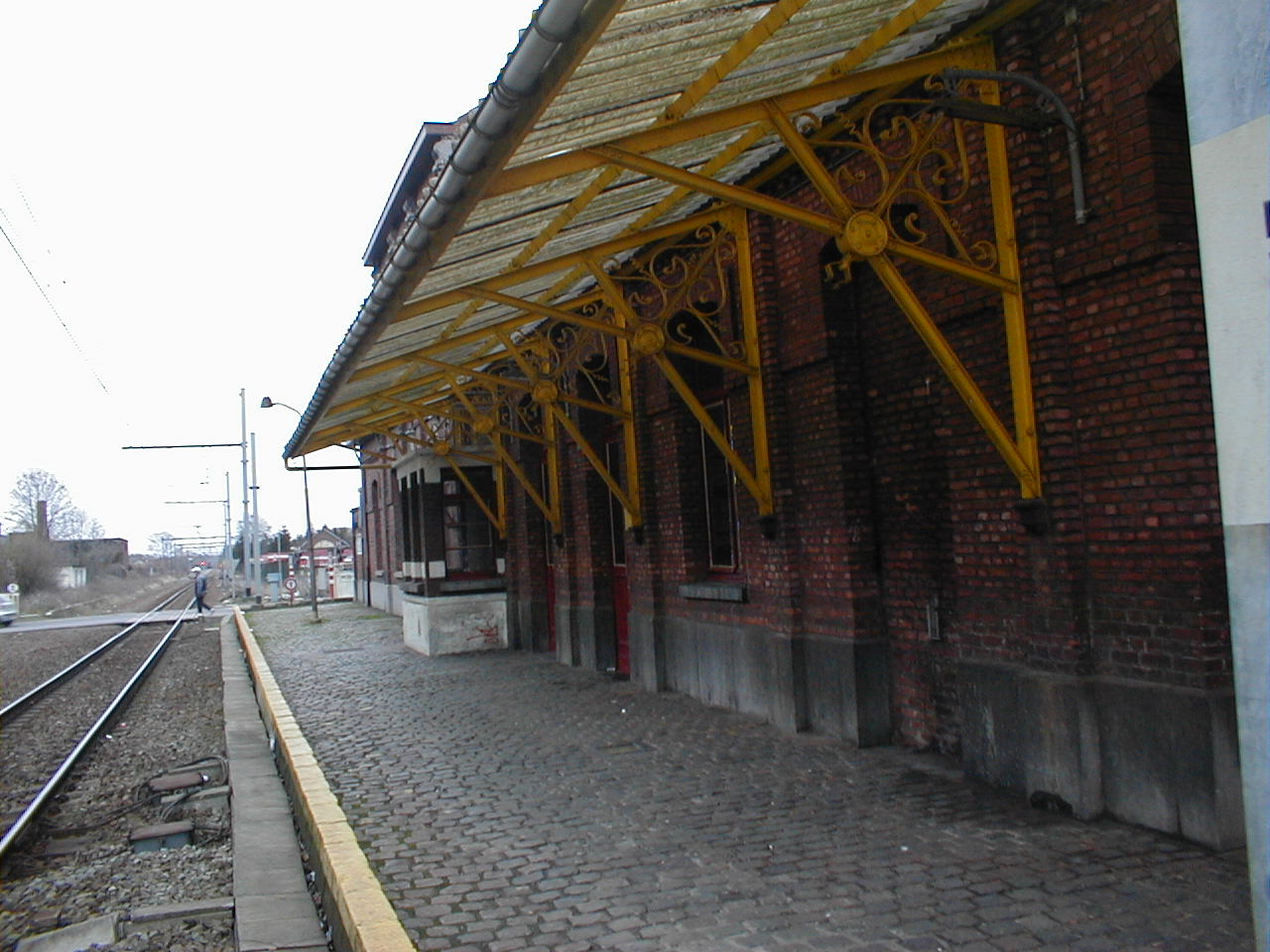
Intérieur de la halte et marquise de quai.

## Histoire
La station de Boussu est mise en service le 7 août 1842, par l'administration des chemins de fer de l'État belge lorsqu'elle ouvre à l'exploitation la ligne de Mons à Quiévrain. Elle est située à l'extérieur du village, à quelques pas du château dans le parc du prince de Carman. Le jour de l'inauguration des gradins ont été installés à l'emplacement du futur bâtiment dont l'architecte précise qu'il sera en harmonie avec le château. Peu après l'inauguration, le ministre des travaux publics a statué dans le sens de la demande du bourgmestre, la station sera desservie par tous les trains circulant sur la ligne.

### Le bâtiment de la gare

#### La gare de 1861
Une nouvelle gare remplace le bâtiment des origines en 1861. Comme de nombreuses gares de l'époque construites dans toute la Belgique, elle est érigée dans selon un plan type uniformisé de style néo-renaissance flamande avec des pignons à redents qui ont depuis été démontés sur la plupart des gares subsistantes et ont été remplacées par des couvertures de rampants en pierre sur les plus récentes.
La gare de Boussu comportait un volume de deux niveaux, exécuté en brique, de sept travées sous bâtière abritant toutes les fonctions de la gare. Les fenêtres du second niveau étaient surmontées de lucarnes flamandes et celle au centre était plus grande.
Comme beaucoup de gares de cette famille, elle dut être agrandie par la construction d’une annexe, à toit plat, lorsque l’importance des besoins dépassa les capacités du bâtiment. Il n’avait pas de marquise de verre mais un simple auvent reposant sur des piliers métalliques. 
Cette gare ne survécut pas à la Première Guerre mondiale.

#### La gare d’après-guerre
Pour la remplacer, l’architecte A. Desmet réalisera une gare dont la forme et les dimensions étaient pareilles aux gares de plan type 1895 avec une aile de six travées disposées à gauche du corps central.
Une différence avec le type d'avant-guerre existe cependant par la présence d’arcs bombés au-dessus des fenêtres et portes de chaque étage au lieu des arcs en plein cintre que les gares standard possèdent au rez-de-chaussée. Les frises de brique sont également plus simples.

### Fermeture
Le bâtiment (salle d'attente et guichet) est fermé depuis février 2003 pour cause de vandalisme et n’est plus accessible. La gare ne sert plus que de point d'arrêt et les voyageurs doivent patienter sur les quais.
Dans un futur proche, cette gare devrait être rénovée et abriter des services communaux.

## Service des voyageurs

### Accueil
Halte SNCB, c'est un point d'arrêt non géré (PANG) à accès libre.

### Desserte
Boussu est desservie par des trains Intercity (IC), Omnibus (L) et Heure de pointe (P) de la SNCB, qui effectuent des missions sur la ligne 97 : Saint-Ghislain - Quiévrain (voir brochure SNCB).
En semaine, la desserte est constituée de trains IC-14 effectuant le trajet Quiévrain - Mons - Braine-le-Comte - Bruxelles-Midi - Louvain - Liège-Guillemins.
Le matin, cette offre est renforcée par deux trains P Quiévrain - Schaerbeek et un unique train P reliant Quiévrain à Saint-Ghislain ; l’après-midi, il existe un unique train P Schaerbeek - Quiévrain et un train P Mons - Quiévrain.
Les week-ends et jours fériés, ne circulent que des trains L entre Quiévrain et Mons.

### Intermodalité
Un parc pour les vélos et un parking pour les véhicules y sont aménagés.

## Comptage voyageurs
Le graphique et le tableau montrent le nombre de passagers qui en moyenne embarquent durant la semaine, le samedi et le dimanche.
| Nombre de voyageurs qui embarquent à la gare de Boussu | Nombre de voyageurs qui embarquent à la gare de Boussu | Nombre de voyageurs qui embarquent à la gare de Boussu | Nombre de voyageurs qui embarquent à la gare de Boussu |
|                                                        | Semaine                                                | Samedi                                                 | Dimanche                                               |
| ------------------------------------------------------ | ------------------------------------------------------ | ------------------------------------------------------ | ------------------------------------------------------ |
| 1977                                                   | 389                                                    | 93                                                     | 76                                                     |
| 1978                                                   | 402                                                    | 81                                                     | 54                                                     |
| 1979                                                   | 363                                                    | 71                                                     | 58                                                     |
| 1980                                                   | 373                                                    | 58                                                     | 60                                                     |
| 1981                                                   | 383                                                    | 72                                                     | 56                                                     |
| 1982                                                   | 349                                                    | 72                                                     | 94                                                     |
| 1983                                                   | 356                                                    | 79                                                     | 67                                                     |
| 1984                                                   | 310                                                    | 72                                                     | 71                                                     |
| 1985                                                   | 436                                                    | 93                                                     | 101                                                    |
| 1986                                                   | 298                                                    | 96                                                     | 58                                                     |
| 1987                                                   | 313                                                    | 86                                                     | 108                                                    |
| 1988                                                   | 381                                                    | 75                                                     | 87                                                     |
| 1989                                                   | 463                                                    | 76                                                     | 87                                                     |
| 1990                                                   | 266                                                    | 85                                                     | 67                                                     |
| 1991                                                   | 294                                                    | 123                                                    | 75                                                     |
| 1992                                                   | 255                                                    | 86                                                     | 87                                                     |
| 1993                                                   | 335                                                    | 84                                                     | 111                                                    |
| 1994                                                   | 249                                                    | 63                                                     | 53                                                     |
| 1995                                                   | 313                                                    | 57                                                     | 65                                                     |
| 1996                                                   | 396                                                    | 80                                                     | 57                                                     |
| 1997                                                   | 313                                                    | 71                                                     | 76                                                     |
| 1998                                                   | 308                                                    | 82                                                     | 72                                                     |
| 1999                                                   | 311                                                    | 60                                                     | 71                                                     |
| 2000                                                   | 265                                                    | 58                                                     | 68                                                     |
| 2001                                                   | 362                                                    | 104                                                    | 86                                                     |
| 2002                                                   | 342                                                    | 67                                                     | 80                                                     |
| 2003                                                   | 354                                                    | 58                                                     | 106                                                    |
| 2004                                                   | 328                                                    | 76                                                     | 98                                                     |
| 2005                                                   | 409                                                    | 118                                                    | 88                                                     |
| 2006                                                   | 407                                                    | 98                                                     | 104                                                    |
| 2007                                                   | 365                                                    | 72                                                     | 92                                                     |
| 2008                                                   | -                                                      | -                                                      | -                                                      |
| 2009                                                   | 452                                                    | 91                                                     | 117                                                    |
| 2010                                                   | -                                                      | -                                                      | -                                                      |
| 2011                                                   | -                                                      | -                                                      | -                                                      |
| 2012                                                   | 310                                                    | 80                                                     | 130                                                    |
| 2013                                                   | 225                                                    | 54                                                     | 88                                                     |
| 2014                                                   | 274                                                    | 64                                                     | 75                                                     |
| 2015                                                   | 249                                                    | 51                                                     | 61                                                     |
| 2016                                                   | 202                                                    | 65                                                     | 94                                                     |
| 2017                                                   | 258                                                    | 70                                                     | 115                                                    |
| 2018                                                   | 193                                                    | 36                                                     | 58                                                     |
| 2019                                                   | 184                                                    | 106                                                    | 91                                                     |
| 2020                                                   | 155                                                    | 61                                                     | 46                                                     |
| 2021                                                   | -                                                      | -                                                      | -                                                      |
| 2022                                                   | 188                                                    | 99                                                     | 107                                                    |
| 2023                                                   | 175                                                    | 97                                                     | 102                                                    |
| 2024                                                   | 169                                                    | 106                                                    | 74                                                     |